# Amphisbaena polystegum
Espèce
Synonymes
- Leposternon polystegum Duméril, 1851
- Lepidosternon grayii Gray, 1865
- Leposternon polystegoides Schmidt, 1936

Statut de conservation UICN

 LC  : Préoccupation mineure
Amphisbaena polystegum est une espèce d'amphisbènes de la famille des Amphisbaenidae.

## Répartition
Cette espèce est endémique du Brésil. Elle se rencontre dans les États de Bahia, du Pernambouc, du Rio Grande do Norte et du Pará.

## Publication originale
- Duméril & Duméril, 1851 : Catalogue méthodique de la collection des reptiles du Muséum d'Histoire Naturelle de Paris. Gide et Baudry/Roret, Paris, p. 1-224 (texte intégral).